# Championnats du monde de pentathlon moderne 1989
Navigation
Édition précédente Édition suivante
Les Championnats du monde de pentathlon moderne 1989 se sont tenus à Budapest, en Hongrie, pour les compétitions masculines, et à Wiener Neustadt en Autriche, pour les compétitions féminines.

## Podiums

### Hommes
| Épreuves    | Or                                                      | Argent                                                                        | Bronze                                                                 |
| ----------- | ------------------------------------------------------- | ----------------------------------------------------------------------------- | ---------------------------------------------------------------------- |
| Individuel  | Hongrie László Fábián                                   | Hongrie Attila Mizsér                                                         | République tchèque Petr Blažek                                         |
| Par équipes | Hongrie János Martinek László Fábián Attila Mizsér      | Union soviétique Leonid Vitoslavskiy Anatoly Starostin Vakht'ang Iagorashvili | République tchèque Milan Kadlec Tomáš Fleissner Petr Blažek            |
| En relais   | Hongrie Attila Kálnoki Kis Gábor Martinek Attila Mizsér | Allemagne de l'Ouest Ulrich Czermak Nico Motchebon Uwe Zimmer                 | Union soviétique Vakht'ang Iagorashvili Oleg Plaksin Anatoly Starostin |

### Femmes
| Épreuves    | Or                                               | Argent                                         | Bronze                                                           |
| ----------- | ------------------------------------------------ | ---------------------------------------------- | ---------------------------------------------------------------- |
| Individuel  | États-Unis Lori Norwood                          | Hongrie Irene Kovács                           | France Caroline Delemer                                          |
| Par équipes | Pologne Dorota Idzi Anna Sulima Iwona Kowalewska | États-Unis Lori Norwood Kim Arata Teresa Lewis | Italie Barbara Boccolari Fabrizia Alessandrini Federica Foghetti |

- Women's World Championship 1989